# مجلس عیاشی مردگان
مجلس عیاشی مردگان (به انگلیسی: Orgy of the Dead) فیلمی ۹۲ دقیقه‌ای به کارگردانی استیون سی. آپاستلوف است.